# Kleines Theater Berlin-Mitte

Kostümpräsentation zu Tschechow-Stücken

Siggi Brennemann

Das Kleine Theater Berlin-Mitte ist ein Theaterensemble in Berlin-Mitte. Es besteht seit 1968.

## Geschichte

Verwirrung der Geister, 2006

Das Theater wurde 1968 am Ost-Berliner Haus der jungen Talente von dem Theaterwissenschaftler Hansjörg Schneider, dessen Frau, der Gürtlermeisterin Siggi Brennemann, und der Tänzerin Brigitte Schneider-Wulkow gegründet. Mehr als 20 Jahre lang wurde in den Räumen an der Klosterstraße Theater für Schulanfänger, Jugendliche und Erwachsene gemacht.
Nachdem das Haus der jungen Talente im Sommer 1991 geschlossen worden war, fand das Kleine Theater ein Domizil im „Haus der Kinder“ an der Parkaue und dann in der Volkshochschule Berlin Mitte.
Inzwischen ist das Kleine Theater ein etabliertes Tournee-Theater und mit seinen Aufführungen in Berlin und weit darüber hinaus erfolgreich.

## Inszenierungen (Auswahl)
Für Kinder:
- Auf der Straße (Spielrevue für A-B-C-Schützen)
- Oh, diese Schule (literarisch-musikalischer Spaß)
- Das wunderbunte Vögelchen (Franz Fühmann)
- Emil und die Detektive (Erich Kästner)
- Max und Moritz (Karl-Heinz Voigt, Hansjörg Schneider)
- Der Rattenfänger von Hameln (Kinderrevue mit Artisten)

Für Jugendliche:
- Meine Meinungen (zeitgenössische Lyrik, Prosa, Dramatik)
- Die Mitschuldigen (Johann Wolfgang von Goethe)
- Bunte Vögel (Talkstück auch für sogenannte Erwachsene, Siggi Brennemann)
- Fern von Cannes (Tanja Stern)
- Striptease (Sławomir Mrożek)
- LiteraTouren (Klassikprogramm)

Für Erwachsene:
- Singt eener uffn Hof (Berlin-Revue)
- Korczak und die Kinder (Erwin Sylvanus)
- Ein Mensch ist zu verkaufen (Louis Fürnberg)
- Weltuntergang (Jura Soyfer)
- Ein Inspektor kommt (John Boynton Priestley)
- Zug um Zug (Musikalische Komödie / Hansjörg Schneider, Bert Poulheim)
- Der gelbe Stern (Abend mit Szenen aus Das Tagebuch der Anne Frank, Des Teufels General u. a.)
- Abgründe (Absurdes von George Tabori, Sławomir Mrożek und Woody Allen)
- R.U.R. (Karel Čapek)
- Der Lampenschirm (Curt Goetz)
- Die Rassen (Ferdinand Bruckner)
- Biedermann und die Brandstifter (Max Frisch)
- Mr. Kettle & Mrs. Moon (John Boynton Priestley)
- Gruß nach vorn (literarisch-musikalischer Kurt-Tucholsky-Abend)
- Ein Kapitel Liebe (literarisch-musikalischer Abend, u. a. mit Die lustigen Weiber von Windsor von William Shakespeare)
- Mascha, bring uns Tee! (Miniaturen von Anton Tschechow, darunter Der Bär, Tragödie wider Willen und Das Jubiläum)
- Der Hund im Hirn (Curt Goetz)
- Die Schildbürger (Erich Kästner)
- Hoppla, wir leben! – Eine Zwanziger Jahre Revue.
- Die Mausefalle (Agatha Christie)
- erGOETZliche Seitensprünge (Einakter von Curt Goetz, darunter Die Taube in der Hand und Das Märchen)
- Das große ABC (Marcel Pagnol)
- MASKERADE oder Einer lügt immer (Einakter u. a. von Arthur Schnitzler und Michail Afanassjewitsch Bulgakow)
- Meine Frau betrügt mich (Dirgis P. Rahn)
- Der ideale Gatte (Oscar Wilde)
- Insel des Friedens (Michael Braun) | Premiere 2015

## Spielstätten
Das Kleine Theater hat seine hauptsächliche Spiel- und Probenstätte in der VHS City in der Linienstraße 162 in Berlin-Mitte. Weitere Spielorte waren bisher unter anderem das Theater an der Parkaue in Berlin, das König Albert Theater in Bad Elster und die St. Jakobi Kulturkirche in Stralsund. Traditionell geht das Kleine Theater auf eine Frühjahrstournee ins fränkische Habnith („Theater im Stall“) sowie auf eine Herbsttournee an die Sächsische Weinstraße.

## Ensemble
Das Kleine Theater ist ein Ensemble mit Darstellern, die meist keine Schauspielerausbildung haben. Im Laufe der Jahre haben viele ihr Können auf der Bühne gezeigt. Derzeit gehören zwölf Akteure aus verschiedenen Generationen mit unterschiedlichsten beruflichen Hintergründen zum Ensemble.
Einige ehemalige Mitglieder waren inzwischen auch vor oder hinter die Kamera tätig: Mariella Ahrens, Reiner Heise, Dirk Kummer, Daniel Morgenroth, Oliver Simon, Stefanie Stappenbeck und Matthias Walter. Die Leitung hat weiterhin die Mitgründerin Siggi Brennemann.